# Catherine Colonna
Catherine Colonna OLH, ONM, OAL (Tours,  16 de abril de 1956) é uma política e diplomata francesa. Alinhada com a Direita conservadora, Colonna ocupou os cargos de Embaixadora da França na Itália (2014-2017) e Embaixadora no Reino Unido (2019-2022). Em 20 de maio de 2022, Colonna foi nomeada Ministra da Europa e dos Negócios Estrangeiros no governo de Élisabeth Borne, cargo que ocupou até janeiro de 2024.

## Biografia
Nascida em Tours, é filha de um agricultor de origem corsa e estudou em Touraine e Paris. Depois de estudar Direito e obter uma licenciatura em Direito público pela Universidade de Tours, obteve uma licenciatura no Instituto de Estudos Políticos de Paris (serviço público), tendo depois entrado para a École Nationale d'Administration (1981-1983). Depois de deixar a ENA em 1983, escolheu seguir carreira diplomática.
Para o seu primeiro trabalho no Quai d'Orsay, Colonna foi nomeada para a embaixada francesa nos Estados Unidos, em Washington, D.C., primeiro no serviço político e depois no serviço de imprensa e informação (1983-1986). Em Paris, tornou-se assessora técnica do gabinete de Maurice Faure, Ministro de Estado, Ministro da Ecologia no Governo de Mitterrand, em 1988. Em meados de 1989, pouco antes da queda do Muro de Berlim, juntou-se ao Centro de Análise e Previsão do Quai d'Orsay, onde lidou com as questões europeias em pleno andamento.
Após a reeleição de Jacques Chirac em 2002, em setembro de 2004 foi nomeada Diretora-geral do Centro Nacional de Cinematografia (CNC). Mas, após o referendo sobre a Europa e por ocasião da mudança de governo, em 2 de junho de 2005, foi chamada ao governo e nomeada Delegada para os Assuntos Europeus do governo de Dominique de Villepin, por dois anos, até 15 de maio de 2007.
Após a queda do governo, no mesmo ano e até ao verão de 2008, foi membro da Comissão de Política Externa e Europeia do Livro Branco, liderada por Alain Juppé. Em 26 de março de 2008, foi nomeada Embaixadora de França na UNESCO. Em dezembro de 2010, Colonna decidiu juntar-se à empresa internacional de comunicação financeira Brunswick, como managing partner do escritório de Paris.
Desde maio de 2008, Colonna é membro do conselho de administração da Fondation Jacques Chirac, indicada pelo próprio ex-presidente francês. Colonna foi também vice-presidente do Conselho Franco-Britânico (2009-2014), Presidente do Conselho de Administração do Centro Internacional de Estudos da Educação (CIEP) de 2008 a 2011 e Presidente do Conselho de Administração da École du Louvre de 2010 a 2014.
Integrou o Conselho Fiscal do Grupo BPCE de abril a julho de 2014, mantendo as suas funções administrativas na empresa Brunswick, antes de ser nomeada Embaixadora de França para Itália de setembro de 2014 a 2017. Foi nomeada Embaixadora, Representante Permanente da França na Organização para a Cooperação e Desenvolvimento Económico (OCDE), em 4 de outubro de 2017, no Conselho de Ministros.